# 日高市
日高市（日语：／ Hidaka shi */?）是日本埼玉縣西南部的城市，人口約6萬人。

## 交通

### 鐵路
東日本旅客鐵道
- 八高線：高麗川站
- 川越線：高麗川站 - 武藏高萩站

西武鐵道
- 池袋線：高麗站 - 武藏橫手站

## 友好城市
- 烏山市 （1996年）